# 真理ちゃんシリーズ
真理ちゃんシリーズ（まりちゃんシリーズ）は、1972年10月5日から1975年3月27日までTBS系列局で毎週木曜 19:00 - 19:30 （日本標準時）に放送されていた天地真理の冠番組シリーズである。
2年半の間に5つの番組が企画・制作された。
『アタック!真理ちゃん』以外はすべてスタジオでの収録番組で、ミュージカル風テレビドラマのスタンスが取り入れられていた。特に『飛び出せ！真理ちゃん』と『はばたけ！真理ちゃん』の2作は、世界的に著名な児童文学作品にスポットライトを当て、1作品2-4回程度の続き物（前者は1話完結もあった）のスタイルが取り入れられていた。
『アタック!真理ちゃん』は公会堂における公開放送のステージショー形式（さんふらわあ洋上公演や、東京マリンで行われた日米ちびっこ水泳交流大会の模様を放送したこともある）で、ゲスト歌手とのジョイントライブや、視聴者参加アトラクションなどがあった。
またどの番組も、天地の相手役となる人形キャラクターを用意していた。特に『真理ちゃんとデイト』『となりの真理ちゃん』の時は、石森（のち石ノ森）章太郎、『はばたけ！真理ちゃん』では手塚治虫がキャラクターデザインを担当していた。さらに、小学館の学習雑誌にもこの番組とコラボした漫画（コミカライズ）が掲載されていた。

## 放送番組一覧
いずれも全26回ずつ（アタック！真理ちゃんのみ25回）
- ミュージカル・メルヘン 真理ちゃんとデイト（1972年10月5日 - 1973年3月29日）
- ミュージック・ホームドラマ となりの真理ちゃん（1973年4月5日 - 1973年9月27日）
- ファミリーストーリー とび出せ!真理ちゃん（1973年10月4日 - 1974年3月28日）
- アタック!真理ちゃん（1974年4月4日 - 1974年9月26日）
- はばたけ!真理ちゃん（1974年10月3日 - 1975年3月27日）